# Germán Carty
Pour les articles homonymes, voir Carty.
Luis Germán del Carmen Carty Monserrate, né le 16 juillet 1968 à San Vicente de Cañete au Pérou, est un footballeur international péruvien qui évoluait au poste d'attaquant. 
Surnommé el Avestruz (« l'autruche »), il s'est reconverti en entraîneur.

## Biographie

### Carrière en club
Germán Carty joue pour les quatre clubs les plus titrés du Pérou : l'Universitario de Deportes en 1995, l'Alianza Lima en 2005, le Sporting Cristal en 1998 et enfin le Sport Boys, à quatre reprises entre 1991 et 1994, en 1996, en 2005 et en 2010. C'est cependant au Cienciano del Cusco qu'il paraphe ses meilleures saisons en tant que joueur en remportant la Copa Sudamericana en 2003 – terminant par la même occasion meilleur buteur de la compétition – suivie de la Recopa Sudamericana en 2004.
Au niveau international, il joue quatre éditions de la Copa Libertadores (22 matchs en tout, quatre buts marqués) et trois éditions de la Copa Sudamericana (17 matchs, huit buts). Même s'il réalise l'ensemble de sa carrière au Pérou, il a l'occasion de s'expatrier à trois reprises : au Mexique entre 1996 et 1998 (CF Atlante et CD Irapuato), en Bolivie en 2000 (Club Blooming) et enfin au Salvador en 2005 (CD Chalatenango).
Il termine sa carrière en 2015, à 47 ans, à l'Atlético Minero, faisant de lui le footballeur le plus âgé à jouer dans le football professionnel péruvien.

### Carrière en sélection
International péruvien, Germán Carty joue 25 matchs (pour trois buts inscrits) entre 1993 et 2004.
Il figure dans le groupe des sélectionnés lors des Copa América de 1993 et de 1995. Il atteint les quarts-de-finale de cette compétition en 1993.
Il joue également 14 matchs comptant pour les tours préliminaires de la coupe du monde, lors des éditions 1994, 1998, 2002 et enfin 2006.

#### Buts en sélection
| Buts en sélection de Germán Carty | Buts en sélection de Germán Carty | Buts en sélection de Germán Carty        | Buts en sélection de Germán Carty | Buts en sélection de Germán Carty | Buts en sélection de Germán Carty | Buts en sélection de Germán Carty |
|                                   | Date                              | Lieu                                     | Adversaire                        | Score                             | Résultat                          | Compétition                       |
| --------------------------------- | --------------------------------- | ---------------------------------------- | --------------------------------- | --------------------------------- | --------------------------------- | --------------------------------- |
| 1.                                | 17 janvier 1997                   | Qualcomm Stadium, San Diego (États-Unis) | États-Unis                        | 1-0                               | 1-0                               | Amical                            |
| 2.                                | 6 juillet 1997                    | Estadio Nacional, Lima (Pérou)           | Bolivie                           | 1-0                               | 2-1                               | QCM 1998                          |
| 3.                                | 10 septembre 1997                 | Estadio Nacional, Lima (Pérou)           | Uruguay                           | 2-1                               | 2-1                               | QCM 1998                          |

NB : Les scores sont affichés sans tenir compte du sens conventionnel en cas de match à l'extérieur (Pérou-Adversaire).

### Carrière d'entraîneur
Devenu entraîneur, Germán Carty dirige des équipes de Copa Perú (D3 péruvienne) dont le Deportivo Garcilaso en 2017 et le Walter Ormeño en 2018. En octobre 2019, il est nommé à la tête de l'Octavio Espinosa de Ica.

## Palmarès

### En1redivision
| Sporting Cristal - Tournoi de clôture (1) : - Vainqueur : 1998-C. |  | Cienciano - Copa Sudamericana (1) : - Vainqueur : 2003. - Meilleur buteur : 2003 (6 buts). - Recopa Sudamericana (1) : - Vainqueur : 2004. |

### En2edivision
| Hijos de Yurimaguas - Championnat du Pérou D2 (1) : - Champion : 1990. |  | Pacífico FC - Championnat du Pérou D2 (1) : - Champion : 2012. |